# 冰立方中微子天文台
冰立方微中子天文台（英語：IceCube Neutrino Observatory，或簡稱）是一個位於阿蒙森-史考特南極站的微中子觀測站。這個計劃由威斯康星大学麦迪逊分校所主導，集合了來自十多個國家超過300名科學家投入其中。
觀測站的數千個探測器位於南極的冰層之下，分佈範圍超過一立方公里。類似其前身南極緲子和微中子觀測陣列（AMANDA），的組成包含帶有光電倍增管的球型數位光學模組（DOM），以及數據擷取面板。光學模組佈署在86條深度介於1450到2450公尺深的觀測鍊上，觀測到的資料由則面板傳送位於陣列之上的計算中心。被設計作用來觀測能量約1 TeV的微中子，以用來研究宇宙中極高能量的天文物理現象。的建造完成於2010年12月8日。
DOM模块被部署成每条有六十个模块的“链条”放在从1450米到2450米深度范围，用热水钻头融化冰来钻孔。的目的是寻找在TeV的范围内中微子的点源，探索能量最高的天体物理过程。
2013年11月，研究團隊宣佈已觀測到28個有可能来自于太陽系之外的微中子。
2018年7月12日，冰立方微中子天文台第一次成功確認高能宇宙中微子的來源。

## 建設過程

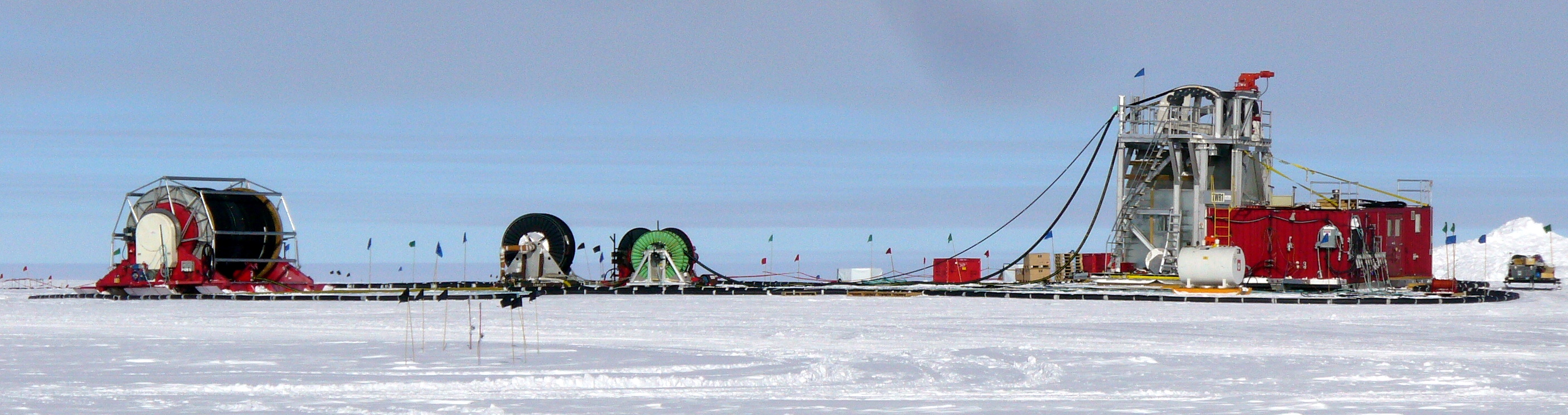
IceCube的鑽孔設備 ，2009年12月。

冰立方微中子天文台只能於夏季進行建造，永晝的11月到2月使工程能二十四小時持續進行。最初的建設始於2005年，第一條觀測鏈被埋設以確認光學模組能正確運作。之後2005年到2006年夏季期間完成另外8條觀測鏈，使成為全球最大的中微子探测器。
|             | 設置數量 | 累計數量 |
| ----------- | -------- | -------- |
| 2005年      | 1        | 1        |
| 2005–2006年 | 8        | 9        |
| 2006–2007年 | 13       | 22       |
| 2007–2008年 | 18       | 40       |
| 2008–2009年 | 19       | 59       |
| 2009–2010年 | 20       | 79       |
| 2010–2011年 | 7        | 86       |

2010年12月17日完成全部86條觀測鏈的設置。建筑成本接近3亿美元。

## 分探测器

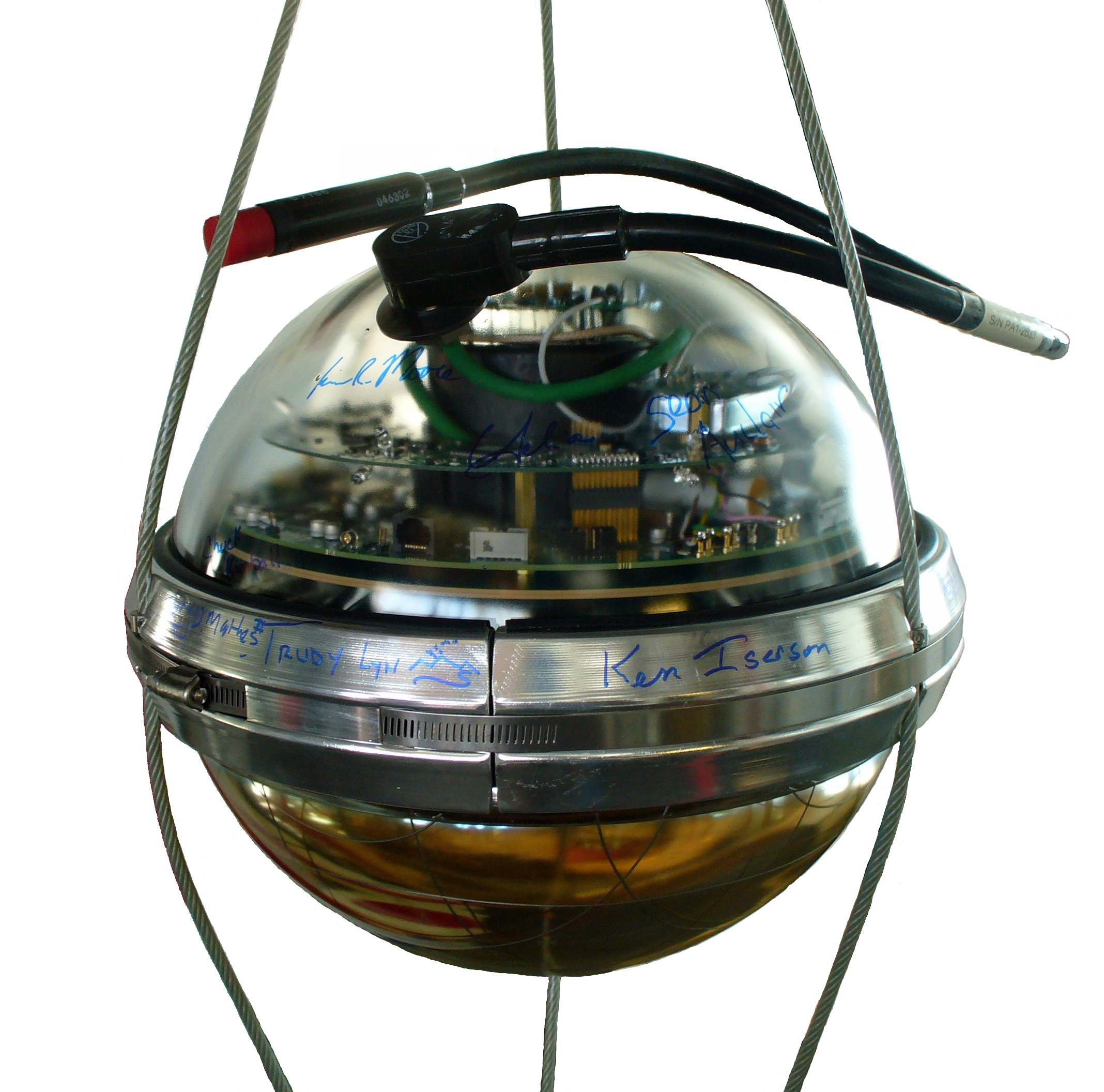
"Taklampa"， IceCube85號坑的其中一個DOM(數字光學模塊)。

冰立方中微子天文台是由主阵列与几个分探测器组成。

### AMANDA
- 南極緲子和微中子觀測陣列（英语：Antarctic Muon And Neutrino Detector Array）是被建造的第一个部分，它充当了的概念验证。AMANDA于2009年5月关闭[12]。

### 阵列探测器
- 阵列探测器，是冰川的表面上的一系列的切伦科夫探测器，每个链大约具有两个以上的检测器。用作宇宙射线淋浴检测器，用于宇宙射线组合物的研究和重合事件的测试：如果μ介子已经被观察到经过，它不可能与在冰中的一个中微子相互作用。

### 低能量扩展探测器
- 低能量扩展探测器，是阵列的仪器密集的区域，延伸到低于100 GeV的可观察到的能量。链被部署在更大阵列的中心位置（在表面平面），深入到底部阵列（从1760到2450米之间的深度）中最清澈的冰。在从1850米到2107米的深度之间是没有的DOM（数字光学模块），因为冰没有这些层的清澈。

### PINGU
- PINGU（精密冰立方中微子觀測站下一代升级），是一个计划中的扩展，将检测到低能量中微子（〜GeV），用于包括确定中微子质量等级，检测陶中微子，并寻找大質量弱相互作用粒子湮灭[13]。，作为一个更大观测站的远景规划已经被提出了[14]。

## 外部連結
- 官方網站 （美式英语）
- 南極緲子和微中子觀測陣列 AMANDA 官方網站（页面存档备份，存于）